# Robert Klapisch

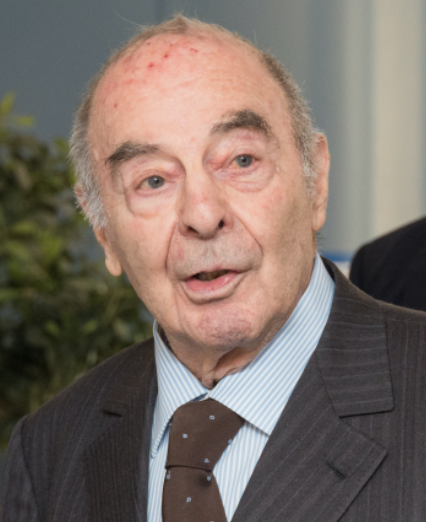
Robert Klapisch

Robert Klapisch  (* 26. Dezember 1932 in Cachan; † 21. März 2020 in Paris) war ein französischer Experimentalphysiker (Kernphysik, Teilchenphysik, Laserspektroskopie).
Klapisch studierte an der École supérieure de physique et de chimie industrielles de la ville de Paris (ESPCI), forschte dann ab 1956 für das CNRS und wurde 1966 an der Universität Paris-Süd bei Renè Bernas promoviert. Er war im Radium-Institut, wo er Experte für Massenspektrometrie und Isotopentrennung wurde – später war er Direktor des CSNSM (Centre de spectrométrie nucléaire et de spectrométrie de masse). Er war eines der ursprünglichen Mitglieder des 1956 gegründeten Institut national de physique nucléaire et de physique des particules (IPN) und wurde dort nach dem Tod seines Mentors René Bernas 1971 Direktor.
1968/68 war er Gastwissenschaftler an der Princeton University.
Er war ein Pionier in der Verwendung von „online“-Massenspektrometrie an Beschleunigerstrahlen, erst am Proton Synchrotron des CERN, dann an ISOLDE. Das diente dem Studium exotischer Kerne mit Anwendungen in der Astrophysik.
1981 bis 1987 war er Forschungsdirektor am CERN und 1989 bis 1993 Berater des Generaldirektors Carlo Rubbia. In dieser Zeit war das Super-Proton-Antiproton-Synchrotron in Betrieb, nach Umbau des Super Proton Synchrotrons in einen Proton-Antiproton-Collider, an dem 1983 das W- und Z-Boson entdeckt wurden (Nobelpreis für Carlo Rubbia). Er forcierte auch den Niedrigenergie-Antiproton-Ring (LEAR) für die Forschung an Antiprotonen und die Schwerionenbeschleuniger für das Studium des Quark-Gluon-Plasmas. Er war auch in den 1990er Jahren an der Entwicklung neuartiger Kernreaktoren (inklusive Prozessierung radioaktiven Abfalls) unter Leitung von Carlo Rubbia beteiligt.  Er unterstützte auch Initiativen zur Nutzung supraleitender Kabel für den Stromtransport.
1982 verfasste er einen Report über die Zukunft der Kernphysik in Frankreich.
2002 war er Mitglied der Kommission, die im Auftrag von Jacques Chirac die französische Umweltcharta erarbeitete. 2000 bis 2003 war er Präsident der Association pour le avancement des sciences. Ab 2004 organisierte er Wissenschaftskonferenzen für den Nord-Süd-Austauschs mit Entwicklungsländern, insbesondere im nordafrikanischen Mittelmeerraum und Nahen Osten, wozu er 2006 eine Sharing Knowledge Foundation (SKF) gründete. Ab 2010 war er Mitglied im Institute for Advanced Sustainability Studies in Potsdam.
1970 erhielt er den Joliot-Curie-Preis und 1980 den Prix des trois physiciens. Er war ab 2007 Offizier der  Ehrenlegion und Ritter des Ordre des Palmes Académiques.
Klapisch war mit der Historikerin Christiane Klapisch-Zuber verheiratet.